# Лихолітська сільська рада (Козелецький район)
Лихолі́тська сільська́ ра́да — адміністративно-територіальна одиниця та орган місцевого самоврядування в Козелецькому районі Чернігівської області. Адміністративний центр — село Лихолітки.

## Загальні відомості
- Населення ради: 855 осіб (станом на 2001 рік)

## Населені пункти
Сільській раді підпорядковані населені пункти:
- с. Лихолітки

## Склад ради
Рада складалася з 14 депутатів та голови.
- Голова ради: Юрченко Іван Павлович
- Секретар ради: Пушкар Лідія Володимирівна

### Керівний склад попередніх скликань
| Прізвище, ім'я, по батькові | Основні відомості                                                         | Дата обрання | Дата звільнення |
| --------------------------- | ------------------------------------------------------------------------- | ------------ | --------------- |
| Юрченко Іван Іванович       | Сільський голова, 1958 року народження                                    | 26.03.2006   | 31.10.2010      |
| Юрченко Іван Павлович       | Сільський голова, 1958 року народження, освіта вища, член Партії регіонів | 31.10.2010   |                 |

Примітка: таблиця складена за даними сайту Верховної Ради України

### Депутати
За результатами місцевих виборів 2010 року депутатами ради стали:

#### За суб'єктами висування
| Суб'єкт висування                                       | Кількість обраних депутатів | %    |
| ------------------------------------------------------- | --------------------------- | ---- |
| Партія регіонів                                         | 9                           | 64,3 |
| Політична партія Всеукраїнське об'єднання «Батьківщина» | 5                           | 35,7 |

#### За округами
| № округу                                                | Прізвище, ім'я, по батькові   | Дата визнання обраним | Освіта             | Партійна приналежність                        | Відомості про обраного депутата                  |
| ------------------------------------------------------- | ----------------------------- | --------------------- | ------------------ | --------------------------------------------- | ------------------------------------------------ |
| Партія регіонів                                         |                               |                       |                    |                                               |                                                  |
| 1                                                       | Рябець Василь Ілліч           | 01.11.2010            | середня            | член Партії регіонів                          | пенсіонер                                        |
| 2                                                       | Мирко Володимир Петрович      | 01.11.2010            | середня            | член Партії регіонів                          | тимчасово не працює                              |
| 3                                                       | Гнатковська Наталія Єлисеївна | 01.11.2010            | середня            | член Партії регіонів                          | пенсіонер                                        |
| 5                                                       | Юрченко Ніна Григорівна       | 01.11.2010            | вища               | член Партії регіонів                          | Лихолітська сільська рада, бухгалтер             |
| 7                                                       | Онищенко Григорій Васильович  | 01.11.2010            | вища               | член Партії регіонів                          | пенсіонер                                        |
| 8                                                       | Пушкар Лідія Володимирівна    | 01.11.2010            | середня спеціальна | член Партії регіонів                          | Лихолітська сільська рада, секретар              |
| 10                                                      | Михед Ольга Василівна         | 01.11.2010            | середня спеціальна | член Партії регіонів                          | ЗАТ ПЗ «Агро регіони», реєстратор земельних паїв |
| 12                                                      | Старик Віталій Іванович       | 01.11.2010            | вища               | член Партії регіонів                          | Лихолітська сільська рада, землевпорядник        |
| 13                                                      | Санченко Анатолій Якович      | 01.11.2010            | середня спеціальна | член Партії регіонів                          | приватний підприємець                            |
| Політична партія Всеукраїнське об'єднання «Батьківщина» |                               |                       |                    |                                               |                                                  |
| 4                                                       | Кожура Ніна Петрівна          | 01.11.2010            | середня спеціальна | член Всеукраїнського об'єднання «Батьківщина» | пенсіонер                                        |
| 6                                                       | Тетерук Анатолій Михайлович   | 01.11.2010            | середня спеціальна | член Всеукраїнського об'єднання «Батьківщина» | ЗАТ ПЗ «Агро регіони», тракторист                |
| 9                                                       | Павленко Наталія Дмитрівна    | 01.11.2010            | середня спеціальна | член Партії регіонів                          | Лихолітська сільська бібліотека, бібліотекар     |
| 11                                                      | Книш Любов Миколаївна         | 01.11.2010            | вища               | член Всеукраїнського об'єднання «Батьківщина» | пенсіонер                                        |
| 14                                                      | Журавель Лідія Олександрівна  | 01.11.2010            | вища               | член Всеукраїнського об'єднання «Батьківщина» | ЗАТ ПЗ «Агро регіони», бухгалтер                 |